# Гомессеррасін
Гомессеррасін (ісп. Gomezserracín) — муніципалітет в Іспанії, у складі автономної спільноти Кастилія-і-Леон, у провінції Сеговія. Населення — 732 особи (2010).
Муніципалітет розташований на відстані близько 110 км на північний захід від Мадрида, 40 км на північний захід від Сеговії.

## Демографія
Динаміка населення (INE ):